# 1849 en science
| Années de la science : 1846 - 1847 - 1848 - 1849 - 1850 - 1851 - 1852    |
| Décennies de la science : 1810 - 1820 - 1830 - 1840 - 1850 - 1860 - 1870 |

Cet article présente les faits marquants de l'année 1849 en science.

## Événements
- Février : le chimiste allemand Charles-Adolphe Wurtz obtient la  méthylamine[1].

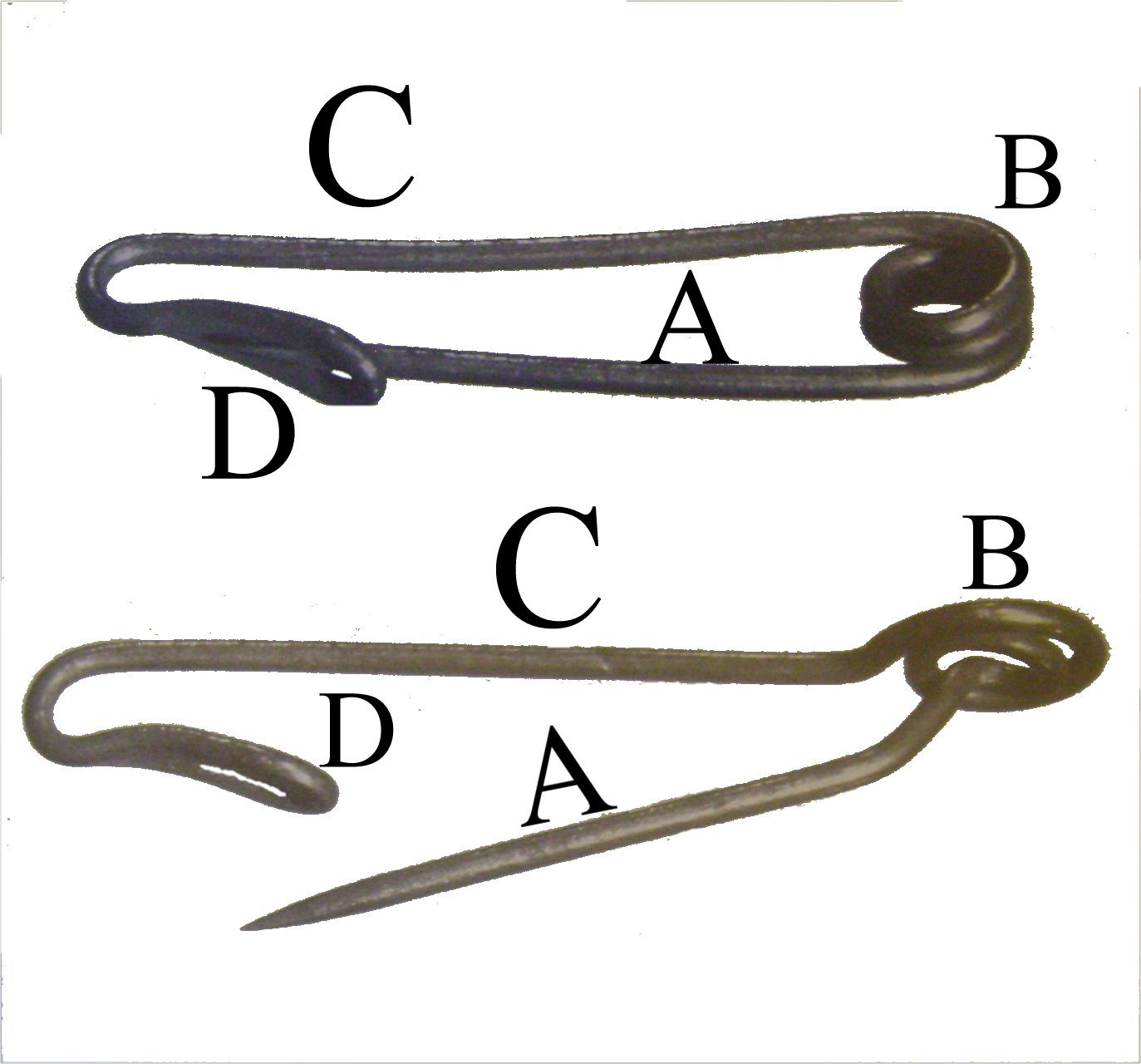
L'épingle de sûreté de Walter Hunt.

- 10 avril : l'inventeur américain Walter Hunt obtient un brevet pour l'invention de l'épingle de sûreté[2].
- 12 avril : Annibale De Gasparis découvre l'astéroïde Hygie à Naples[3].
- 18 juin : l'horloger Eugène Bourdon obtient un brevet où il propose d'utiliser la flexion élastique d'un tuyau métallique sous pression interne pour constituer un manomètre anéroïde[4].

- 23 juillet : le physicien français Armand Fizeau présente à l'Académie des sciences le résultat de son expérience de mesure de la vitesse de la lumière réalisée entre Montmartre et Suresnes[5],[6].

- 15 septembre : le capitaine de vaisseau russe Guennadi Nevelskoï, venu de Petropavlovsk, démontre que Sakhaline est une île en passant par le détroit de Tartarie qui la sépare du continent, et atteint l'embouchure de l'Amour[7].

- Le mathématicien français Édouard Roche calcule la distance limite d'un objet proche d'un astre, qui subit la force de marée brisant ce corps, dite limite de Roche[8].

- En étudiant les propriétés chimiques de l'érythritol (qu'il appelait érythroglucine), le chimiste écossais John Stenhouse découvre un explosif puissant, le tétranitrate de pentaérythritol[9].

- L'ingénieur américain James Bichens Francis perfectionne la turbine de Benoît Fourneyron (1849-1855)[10].

## Publications
- Richard Owen : On the Nature of Limbs  et History of British Fossil Reptiles (4 vols., 1849–1884).
- George Gabriel Stokes : On the variation of gravity at the surface of the earth.

## Prix
- Médailles de la Royal Society
  - médaille Copley : Roderick Murchison
  - Médaille royale : Gideon Algernon Mantell et Edward Sabine

- Médailles de la Geological Society of London
  - Médaille Wollaston : Joseph Prestwich

## Naissances

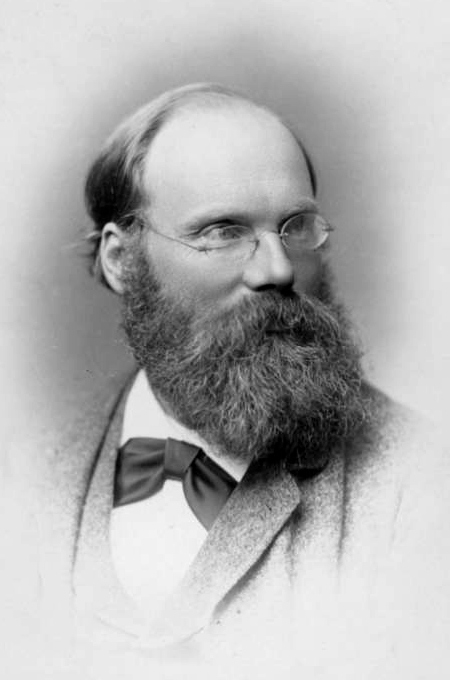
Albert Heim

- 5 février : Maxence de Chalvet (mort en 1892), égyptologue français.
- 18 février : Jérôme Eugène Coggia (mort en 1919), astronome français.

- 7 mars :
  - Luther Burbank (mort en 1926), horticulteur américain.
  - Albin Haller (mort en 1925), chimiste français.
- 18 mars : Joseph Grasset (mort en 1918), médecin français spécialiste des maladies nerveuses, à Montpellier.

- 1er avril : Albert Charles Peale (mort en 1913), géologue et paléobotaniste américain.
- 11 avril : Urbain Bouriant (mort en 1903), égyptologue français.
- 12 avril : Albert Heim (mort en 1937), géologue suisse.

- 30 mai : William Johnson Sollas (mort en 1936), géologue et paléontologue britannique.
- 15 juin : Charles Janet (mort en 1932), ingénieur, industriel, inventeur et savant français.

- 25 juillet : Richard Lydekker (mort en 1915), géologue, paléontologue et mammalogiste britannique.
- 28 juillet : John Hopkinson (mort en 1898), physicien anglais.

- 1er août : George Mercer Dawson (mort en 1901), géologue canadien.
- 16 août : Johan Kjeldahl (mort en 1900), chimiste danois.
- 22 août : Léon Jean Benjamin de Lamothe (mort en 1936), géologue français.
- 27 août : Edmund Neison (mort en 1940), astronome anglais.

- 10 septembre : Karl Anton Eugen Prantl (mort en 1893), botaniste allemand.
- 14 septembre : Ivan Pavlov (mort en 1936), physiologiste russe, prix Nobel de physiologie ou médecine en 1904.
- 17 septembre : Carl Bock (mort en 1932), naturaliste et explorateur suédois.
- 19 septembre : Joseph-Clovis-Kemner Laflamme (mort en 1910), prêtre catholique et géologue canadien.
- 20 septembre : George Bird Grinnell (mort en 1938), anthropologue, historien, naturaliste et écrivain américain.
- 23 septembre : Hugo von Seeliger (mort en 1924), astronome allemand.
- 29 novembre : John Ambrose Fleming (mort en 1945), inventeur de la diode à lampe.

- 5 décembre : Eduard Georg Seler (mort en 1922), anthropologue, ethnologue, historien, linguiste et épigraphiste allemand.
- 10 décembre : Prosper-Mathieu Henry (mort en 1903), opticien et astronome français.

## Décès

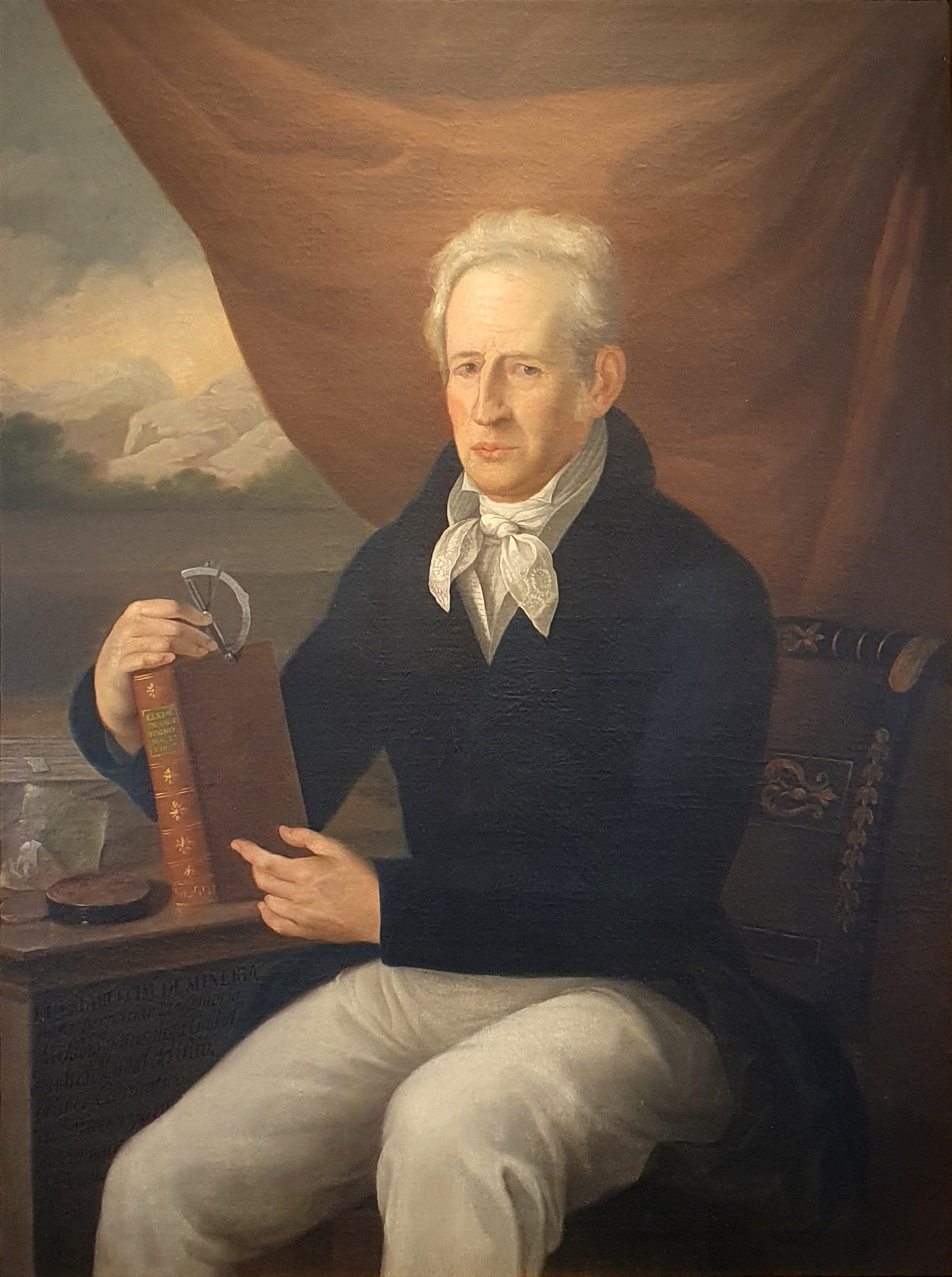
Andrés Manuel del Río

- 31 janvier : Rosalie Huzard (née en 1767), éditeur et imprimeur française, spécialisée dans la littérature vétérinaire et agronomique.

- 23 mars : Andrés Manuel del Río (né en 1764), chimiste et géologue espagnol, découvreur du Vanadium.
- 24 mars : Johann Wolfgang Döbereiner (né en 1780), chimiste allemand.

- 30 juillet : Jacob Perkins (né en 1766), ingénieur et physicien américain.
- Juillet : John Goldingham (né en 1767), mathématicien, ingénieur et astronome anglais.

- 19 septembre : Guérard de La Quesnerie (né en 1776), agronome français.
- 14 novembre : Wilhelm Daniel Joseph Koch (né en 1771), botaniste allemand.

- 13 décembre : Johann Centurius von Hoffmannsegg (né en 1766), botaniste, entomologiste et ornithologue allemand.